# Servandito
El monumento público de Servandito, fue creado en honor a Servando Campos, personaje popular que vivió durante los años 1912 a 1968, en la comuna de Linares. Durante los años 60, “Servandito” (apodo que lo caracterizó por el cariño del pueblo hacia él), era un hombre que vivía de la limosna, pero a pesar de esta precaria vida, logró conquistar a los linarenses con su bondad, cariño y solidaridad con el prójimo, que demostraban sus valores superiores a lo que realmente se podía esperar de alguien en su situación.
El año 2013, el Club de Leones y la Ilustre Municipalidad de Linares, decidieron otorgarle una obra basada en la única foto que se le tomó a “Servandito”, dejando así un recuerdo vivo de este icono de la ciudad.

## Características

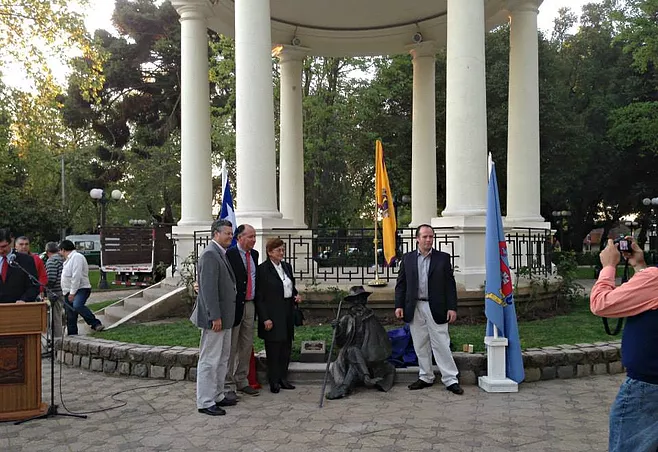
Inauguración del monumento de Servandito realizada el día 16 de octubre de 2013

Actualmente, “Servandito” es una escultura ubicada en el costado oriente del odeón de la Plaza de Armas de Linares, frente a calle Independencia, la cual ha sido visitada por turistas y habitantes linarenses desde su instalación en octubre de 2013. Todo esto, fue gracias a la iniciativa y gestiones realizadas por Club de Leones, junto con la donación de un empresario anónimo de Linares y el respaldo de la municipalidad. Se dio inicio al proyecto de la escultura que recuerda a Servando Campos, uno de los personajes populares más queridos en la historia de la ciudad.  
La obra tuvo un costo de aproximadamente 16 millones de pesos, la cual fue elaborada por el escultor Marcos Moreno Morales, quien a través de la única fotografía de Servando Campos tomada en el año 1968, logró inspirarse y crear una escultura de bronce, que contiene detalles característicos del personaje linarense, tales como sus pies descalzos y el cayado en el que se apoyaba, lo que permitió conseguir el objetivo de reavivar su imagen. 
Posteriormente, se realizó la inauguración oficial de la escultura de “Servandito”, además, de una placa con su dedicatoria correspondiente. El día 16 de octubre de 2013, se realizó un evento que contó con la presencia de Rolando Rentería, alcalde de Linares, el artista Marcos Moreno Morales y el presidente del Club de Leones, Ricardo Alfaro.

## Historia

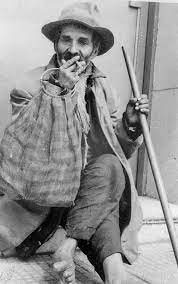
Única fotografía tomada en 1968.

Servando del Rosario Campos Soto, más conocido como “Servandito”, fue un hombre en situación de calle situado en la zona de Linares (VII región del Maule, Chile) durante la década de los 60’, el cual logra representar aquel “Chile precario” en un contexto de grandes cambios estructurales a nivel país.  
Al momento de describir a don Servando, físicamente este era un hombre de baja estatura, desgarbado, con un rostro envejecido y con pies callosos debido a su diario vivir, dado que se caracterizaba por caminar descalzo por la ciudad. Sin embargo, lo que más destacaba de este popular personaje era su personalidad, con la cual ha sido recordado como un hombre humilde, amable, solidario y de buenos modales según los habitantes del lugar, mismos rasgos que le conceden su actual reconocimiento.  
La historia del “Servandito” se construye en torno a las calles de Linares, el mismo ambiente en el cual desarrolló gran parte de su vida y le permitió obtener tanto refugio y recursos para subsistir, puesto que, las limosnas y la caridad eran sus principales fuentes de ingreso.  
Respecto a los detalles de su vida o familia son pocos los datos que se disponen, ya que, su figura prevalece principalmente a través del relato local y sus habitantes, no obstante, se sabe que logró ayudar a la familia de una de sus hermanas aun cuando mantenía una situación de discapacidad y muy pocos recursos económicos.   
Posterior a su muerte, en abril del 1968, este personaje pasó a ser considerado un “icono popular”, el mismo título que le otorgó un reconocimiento a través de la instauración de este monumento público a la orilla del odeón de la Plaza de Armas de Linares, lugar en el que solía descansar o pasar las tardes sentado. Además, “Servandito” fue elevado a la categoría de “santo comunal”, debido a que muchos de los creyentes dicen haber sido ayudados por este personaje, atribuyéndole la facultad de conceder favores en situaciones apremiantes, o inferir en la recuperación de ciertas enfermedades, por lo que en la actualidad muchas personas deciden encomendarse a este.

## Muerte

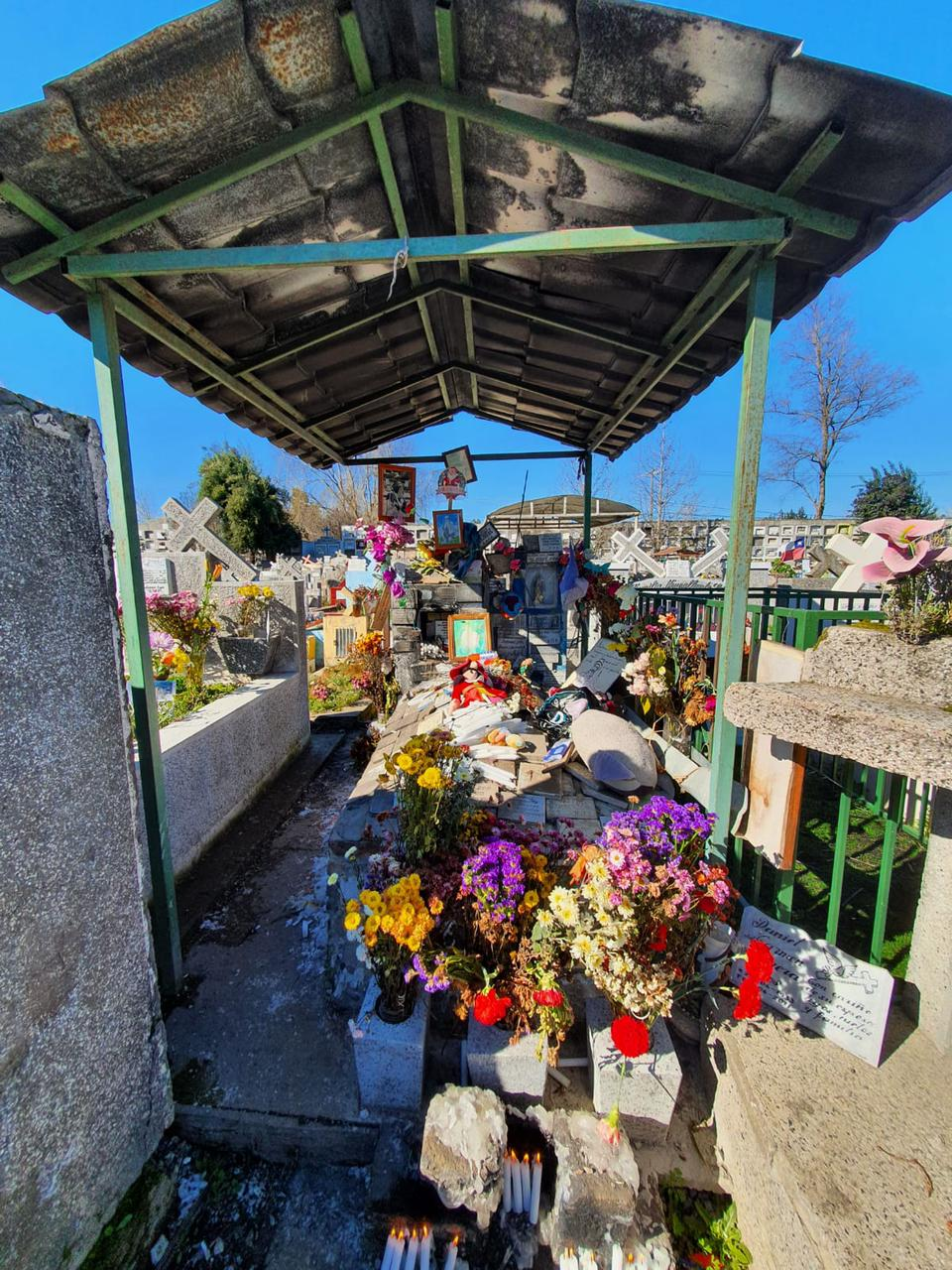
Tumba de Servando Campos ubicada en el Cementerio General de Linares.

“Servandito”, falleció en abril de 1968 y su causa de muerte sigue siendo una gran incógnita, ya que, la teoría que fue más frecuente y afirmada por el diario “El Heraldo” es un desafortunado atropello. Sin embargo, otras fuentes y el propio conductor aseguraron que su muerte fue debido al frío del invierno teniendo lugar cerca del Hospital de Linares, hecho que conmocionó a toda la población linarense. A pesar de que vivió de limosnas y tener una habilidad cognitiva menos desarrollada, “Servandito” siempre tuvo la intención de ayudar al prójimo, gracias a esto, ganó el cariño y respeto del entorno en el que se veía envuelto. A raíz de esto, el Club de Leones de Linares y la Ilustre Municipalidad de Linares se unieron para realizar este homenaje.  
Para la fecha de su muerte en 1968, el pueblo lo categorizó como un santo comunal y con el paso del tiempo no solo se le recuerda como una buena persona, sino que ha sido incluso una creencia popular, llegando a pensar colectivamente que en sus ojos se podía ver a Cristo.
La tumba de Servando Campos se encuentra ubicada en el cementerio general de Linares y, con el tiempo se ha ido llenando de recuerdos y placas de maulinos que aseguraron haber obtenido una respuesta a su problema, dando a entender, que hubo una intervención por parte de este, siendo favorecidos con soluciones a sus dificultades como lo eran, de carácter familiar, académico, de salud, entre otros.